# Minokamo
Minokamo è una città giapponese della prefettura di Gifu.